# Campionati norvegesi di sci alpino 1985
I Campionati norvegesi di sci alpino 1985 si svolsero a Klæbu e Oppdal tra il 15 e il 17 febbraio; furono assegnati i titoli di discesa libera, slalom gigante, slalom speciale e combinata, sia maschili sia femminili.

## Risultati

### Uomini

#### Discesa libera
| Pos. | Atleta            | Nazione  |
| ---- | ----------------- | -------- |
| 1    | Jan Einar Thorsen | Norvegia |
| 2    | Atle Skårdal      | Norvegia |
| 3    | Espen Frimann     | Norvegia |

Data: 15 febbraio

Località: Oppdal

#### Slalom gigante
| Pos. | Atleta                | Nazione  |
| ---- | --------------------- | -------- |
| 1    | Odd Sørli             | Norvegia |
| 2    | Espen Frimann         | Norvegia |
| 3    | Ole Kristian Furuseth | Norvegia |

Data: 16 febbraio

Località: Oppdal

#### Slalom speciale
| Pos. | Atleta               | Nazione  |
| ---- | -------------------- | -------- |
| 1    | Finn Christian Jagge | Norvegia |
| 2    | John Egil Skajem     | Norvegia |
| 3    | Torjus Berge         | Norvegia |

Data: 17 febbraio

Località: Klæbu

#### Combinata
| Pos. | Atleta               | Nazione  |
| ---- | -------------------- | -------- |
| 1    | Espen Frimann        | Norvegia |
| 2    | Jan Einar Thorsen    | Norvegia |
| 3    | Finn Christian Jagge | Norvegia |

### Donne

#### Discesa libera
| Pos. | Atleta               | Nazione  |
| ---- | -------------------- | -------- |
| 1    | Tordis Jonsdottir    | Norvegia |
| 2    | Anne Berge           | Norvegia |
| 3    | Mari Rødhjell Ansnes | Norvegia |

Data: 15 febbraio

Località: Oppdal

#### Slalom gigante
| Pos. | Atleta            | Nazione  |
| ---- | ----------------- | -------- |
| 1    | Tordis Jonsdottir | Norvegia |
| 2    | Kjersti Nilsen    | Norvegia |
| 3    | Torill Fjeldstad  | Norvegia |

Data: 16 febbraio

Località: Oppdal

#### Slalom speciale
| Pos. | Atleta      | Nazione  |
| ---- | ----------- | -------- |
| 1    | Vibeke Hoff | Norvegia |
| 2    | Eli Hårdnes | Norvegia |
| 3    | Stina Esp   | Norvegia |

Data: 17 febbraio

Località: Klæbu

#### Combinata
| Pos. | Atleta         | Nazione  |
| ---- | -------------- | -------- |
| 1    | Vibeke Hoff    | Norvegia |
| 2    | Anne Berge     | Norvegia |
| 3    | Bente Bjørnsen | Norvegia |